# Арсенид иттрия
Арсенид иттрия — неорганическое соединение
иттрия и мышьяка с формулой YAs.

## Получение
- Нагревание чистых веществ в вакууме:

{\displaystyle {\mathsf {Y+As\ {\xrightarrow {T}}\ YAs}}}

## Физические свойства
Арсенид иттрия образует кристаллы
кубической сингонии,
пространственная группа F m3m,
параметры ячейки a = 0,5786 нм.